# Gio Hải
Gio Hải là một xã cũ thuộc huyện Gio Linh, tỉnh Quảng Trị, Việt Nam.

## Địa lý
Xã Gio Hải nằm ở phía đông huyện Gio Linh, có vị trí địa lý:
- Phía đông giáp Biển Đông
- Phía tây giáp xã Gio Mai và xã Gio Mỹ
- Phía nam giáp thị trấn Cửa Việt và xã Gio Việt
- Phía bắc giáp xã Trung Giang.

Xã Gio Hải có diện tích 19,58 km², dân số năm 2018 là 5.337 người, mật độ dân số đạt 273 người/km².

## Lịch sử
Ngày 9 tháng 8 năm 2005, Chính phủ ban hành Nghị định số 103/2005/NĐ-CP. Theo đó, thành lập thị trấn Cửa Việt trên cơ sở 318,54 ha diện tích tự nhiên và 1.982 người của xã Gio Hải, 415,74 ha diện tích tự nhiên và 2.518 người của xã Gio Việt.
Sau khi điều chỉnh địa giới hành chính, xã Gio Hải còn lại 992,74 ha diện tích tự nhiên và 3.475 người.
Đến năm 2018, xã Gio Hải có diện tích 9,76 km², dân số là 3.268 người, mật độ dân số đạt 335 người/km².
Ngày 17 tháng 12 năm 2019, Ủy ban Thường vụ Quốc hội ban hành Nghị quyết 832/NQ-UBTVQH14 về việc sắp xếp các đơn vị hành chính cấp xã thuộc tỉnh Quảng Trị (nghị quyết có hiệu lực từ ngày 1 tháng 1 năm 2020). Theo đó, sáp nhập 9,82 km² diện tích tự nhiên và 2.069 người của xã Gio Thành vừa giải thể vào xã Gio Hải.
Ngày 16 tháng 6 năm 2025, Ủy ban Thường vụ Quốc hội ban hành Nghị quyết số 1680/NQ-UBTVQH15 về việc sắp xếp các đơn vị hành chính cấp xã của tỉnh Quảng Trị năm 2025. Theo đó, sắp xếp toàn bộ diện tích tự nhiên, quy mô dân số của thị trấn Cửa Việt, xã Gio Mai, xã Gio Hải thành xã mới có tên gọi là xã Cửa Việt.
Sau khi sáp nhập, xã Gio Hải có diện tích 19,58 km², dân số là 5.337 người.